# 洪格黑兰
洪格黑兰（13世纪—1280年，1251年—1280年在位），白帳汗國可汗。根據史集記載，他是斡兒答四王子。
1256年，他的兄長庫里帶領一隊金帳汗國軍隊被派去支援進攻巴格達的旭烈兀。在他即位期間，作為斡兒答後裔的一些宗王在忽必烈和阿里不哥的爭位中支持阿里不哥，並與他一起反對忽必烈。
他無子，因此死後由侄兒科齊繼位。
| 前任： 斡兒答 | 白帐汗国君主 1251年—1280年 | 繼任： 科齊 |